# Richard Hornung
Richard Hornung (* 16. Februar 1950 in Bethlehem, Pennsylvania; † 30. Dezember 1995 in Los Angeles, Kalifornien) war ein US-amerikanischer Kostümbildner.

## Leben
Hornung besuchte die University of Illinois und zog nach dem Master-Abschluss nach New York City. Dort arbeitete er an verschiedenen regionalen Theatern und Off-Broadway. Zudem war er für die Juilliard School of Drama tätig und war bei zwei Broadway-Produktionen (George Bernard Shaws Candida und das Musical The News) für das Kostümdesign verantwortlich. Seine Hollywood-Karriere begann 1986 mit Arizona Junior von Ethan und Joel Coen, mit denen er in daraufhin in weiteren Filmen zusammenarbeitete, Miller’s Crossing, Hudsucker – Der große Sprung sowie Barton Fink. Für letzteren war er 1992 für den Oscar nominiert. Sein letzter Film als Kostümbildner war der Polit-Thriller City Hall, der 1996 veröffentlicht wurde.
Hornung verstarb im Alter von 45 Jahren an Komplikationen einer AIDS-Erkrankung in einem Krankenhaus in Los Angeles.

## Filmografie (Auswahl)
- 1987: Arizona Junior (Raising Arizona)
- 1988: Young Guns
- 1990: Miller’s Crossing
- 1991: Barton Fink
- 1991: Der Feind in meinem Bett (Sleeping with the Enemy)
- 1991: Doc Hollywood
- 1993: Dave
- 1994: Hudsucker – Der große Sprung (The Hudsucker Proxy)
- 1994: Natural Born Killers
- 1995: Nixon
- 1996: City Hall

## Broadway
- 1985: The News
- 1985: Brighton Beach Memoirs
- 1983: Candida

## Auszeichnungen
- 1992: Oscar-Nominierung in der Kategorie Bestes Kostümdesign für Barton Fink